# Steenbekehoeve

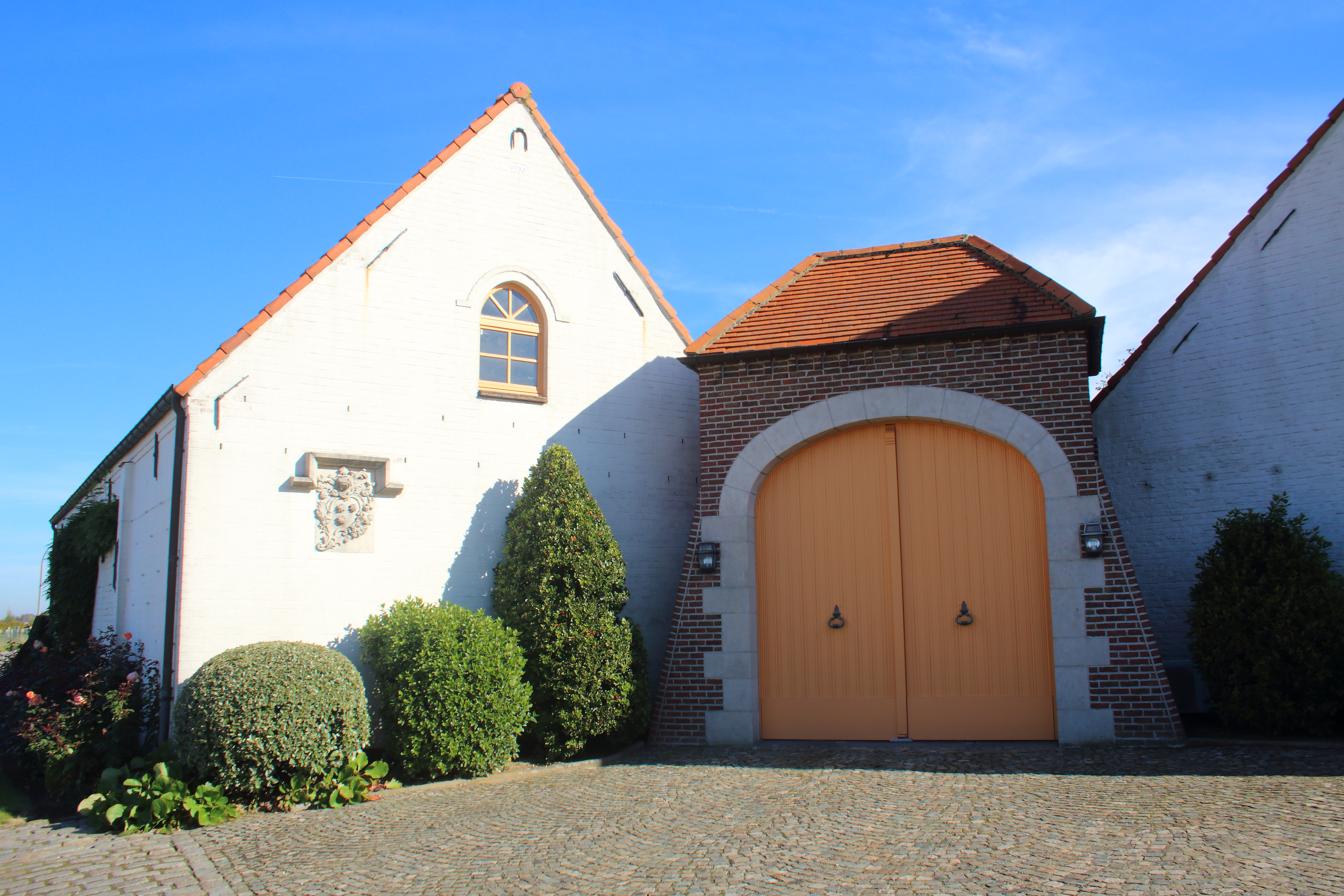
de Steenbekehoeve

De Steenbekehoeve of Hof te Steenbeke is een historische hoeve aan de Steenbekestraat in Velzeke-Ruddershove, een deelgemeente van de Belgische stad Zottegem.
De Steenbekehoeve is een gesloten hoeve uit de 19de eeuw. Ze bestaat uit witgekalkte bakstenen gebouwen op een gepikte plint en is afgedekt met zadeldaken (pannen). De gebouwen staan gegroepeerd rondom een rechthoekig gekasseid erf.
De hoeve stond op honderd meter van de galg van Velzeke. Volgens een gezegde kon men geen boter meer maken op de boerderij als de wind 'slecht' zat en de lijken aan de galg hingen .

## Afbeeldingen

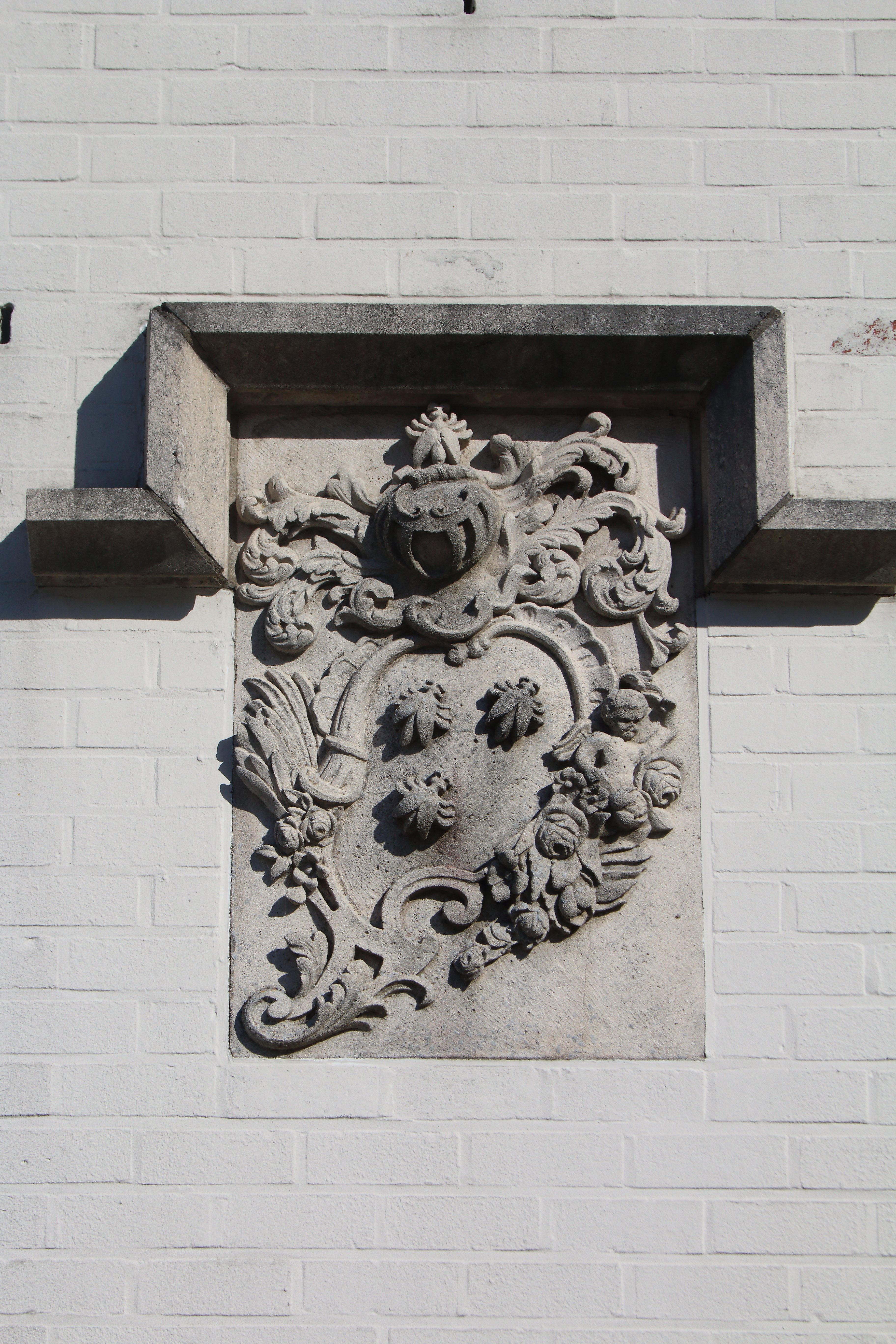
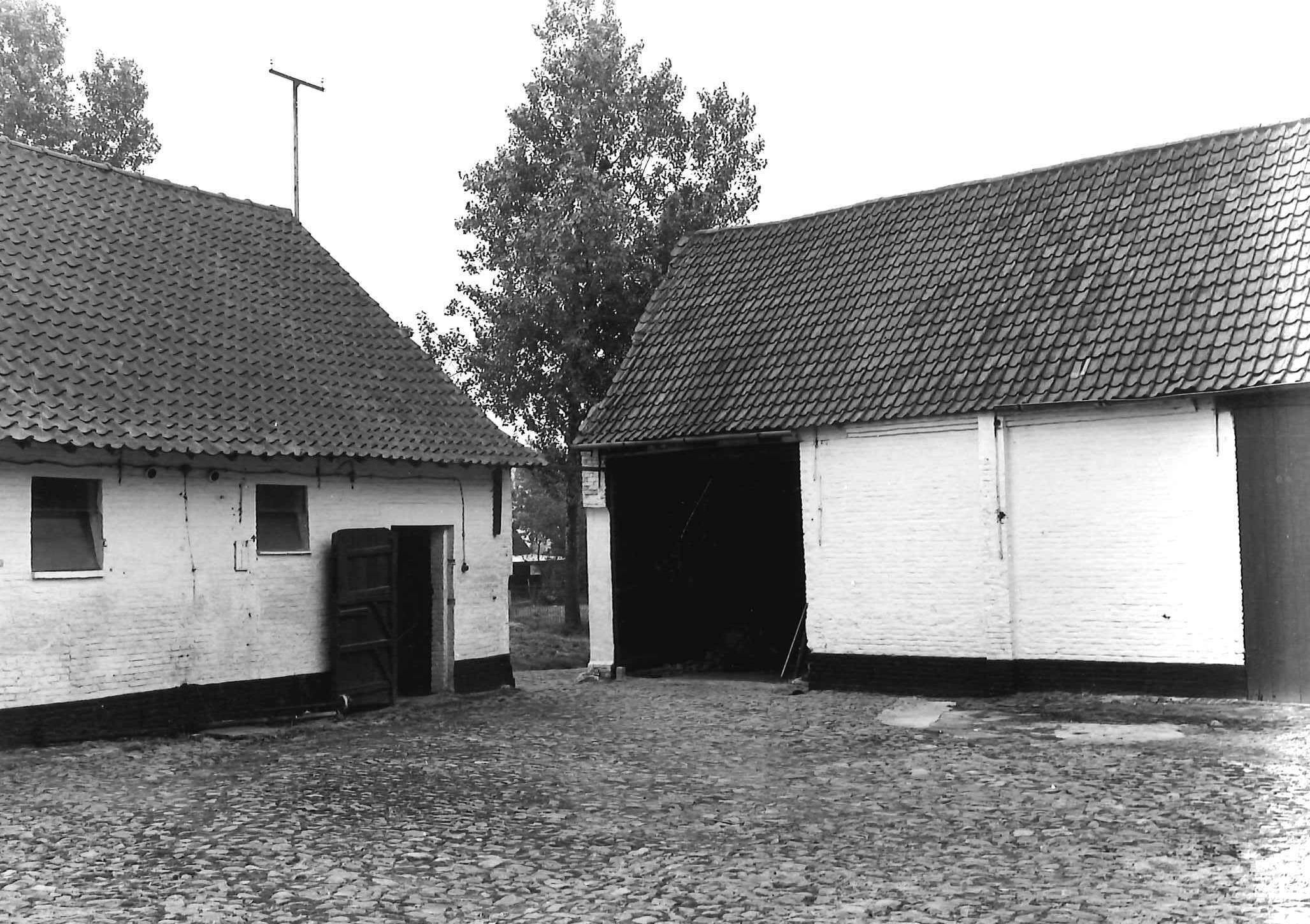
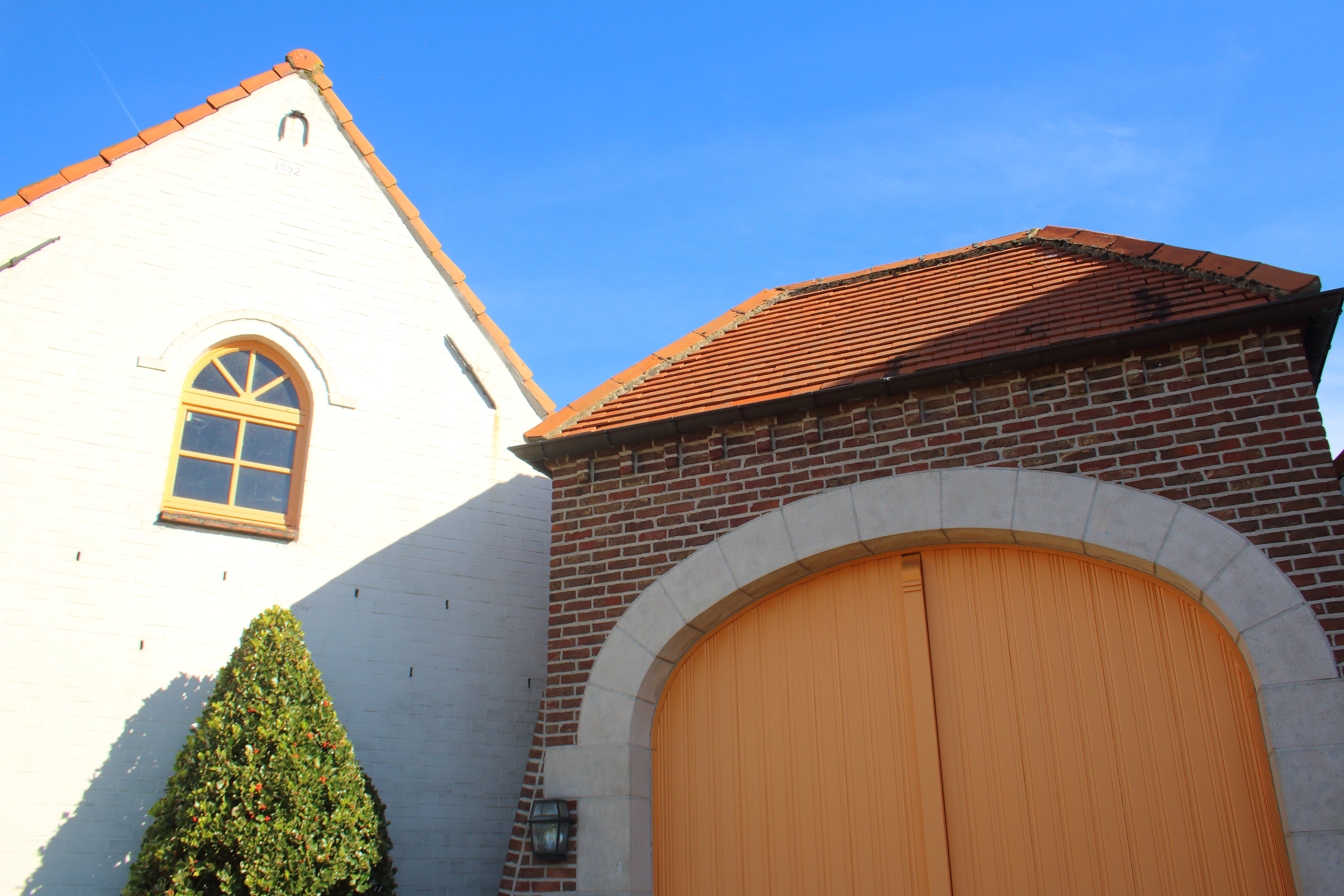
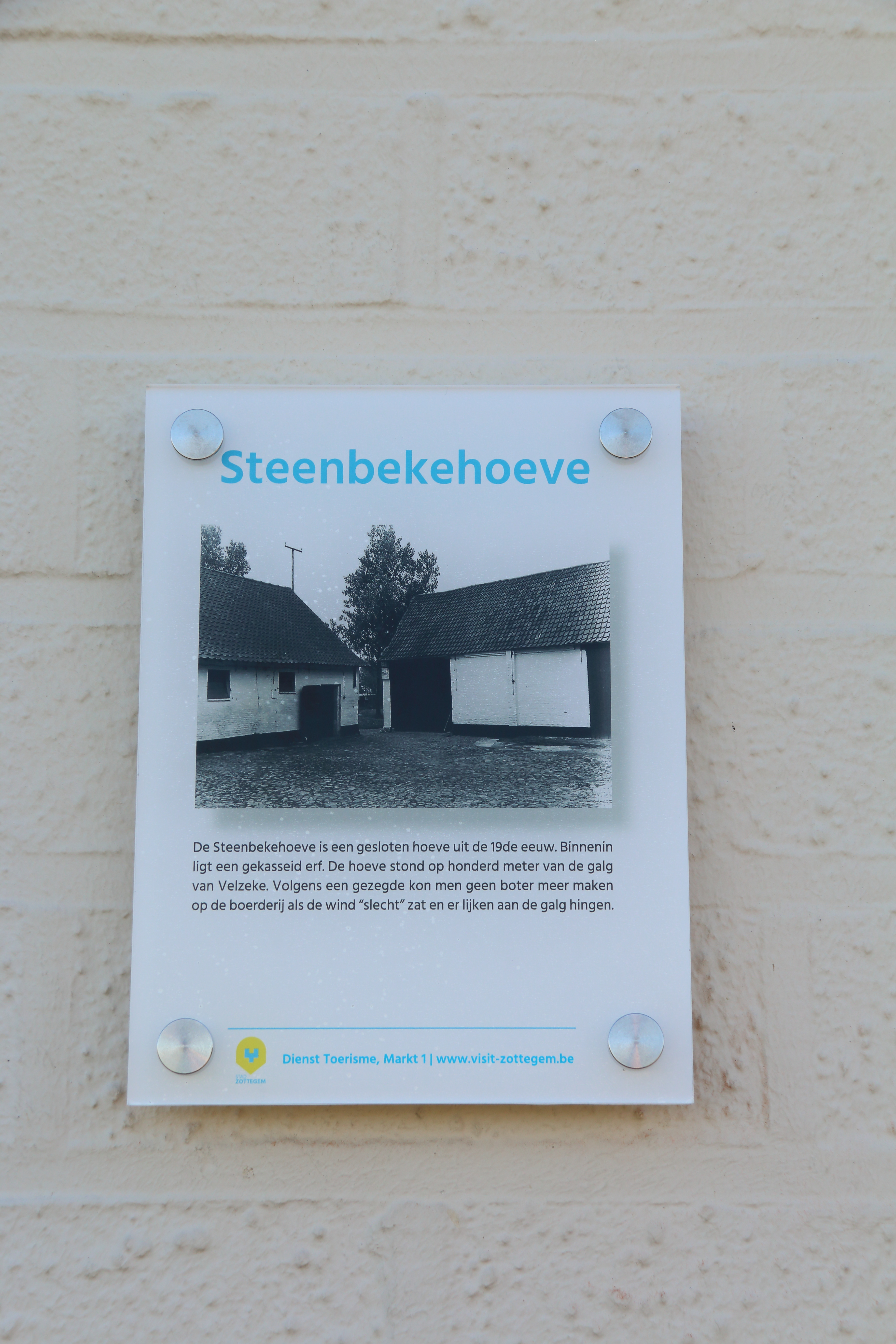